# Afrika Korps

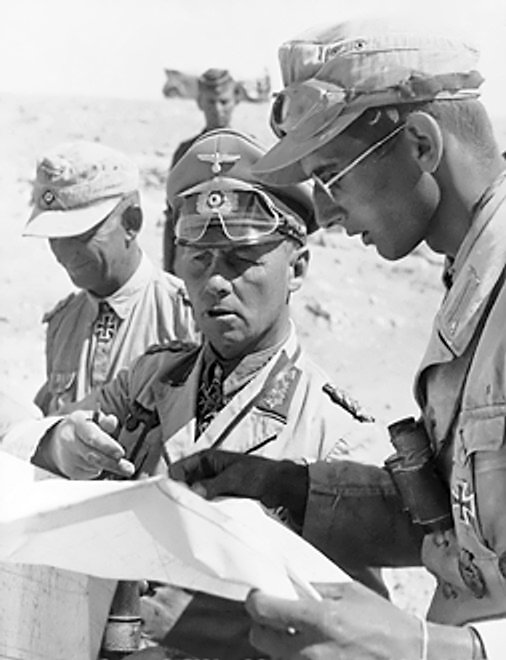
Erwin Rommel în Africa de nord.

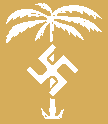
Simbolul DAK

Deutsches Afrikakorps (DAK) sau mai simplu Afrika Korps s-a format din ordinul lui Adolf Hitler la 11 ianuarie 1941 ca o mare unitate germană la nivelul unui corp de armată, care a fost pregătită și trimisă în februarie 1941 în Libia, cu scopul de a sprijini forțele italiene puse la grea încercare de către Armata a 8-a britanică pe frontul Africii de Nord în timpul celui de-al Doilea Război Mondial. 
Hitler l-a numit pe Erwin Rommel comandant al corpului expediționar.
Corpul expediționar german în Africa în Campania din Africa de Nord în Libia și Tunisia a participat la luptele împotriva Aliaților din 12 februarie 1941 până în 13 mai 1943, când au depus armele în fața Aliaților conduși de Bernard Montgomery.
Reputația corpului expediționar Afrika Korps era sinonimă cu cea a comandantului său, Erwin Rommel.

## Antecedente

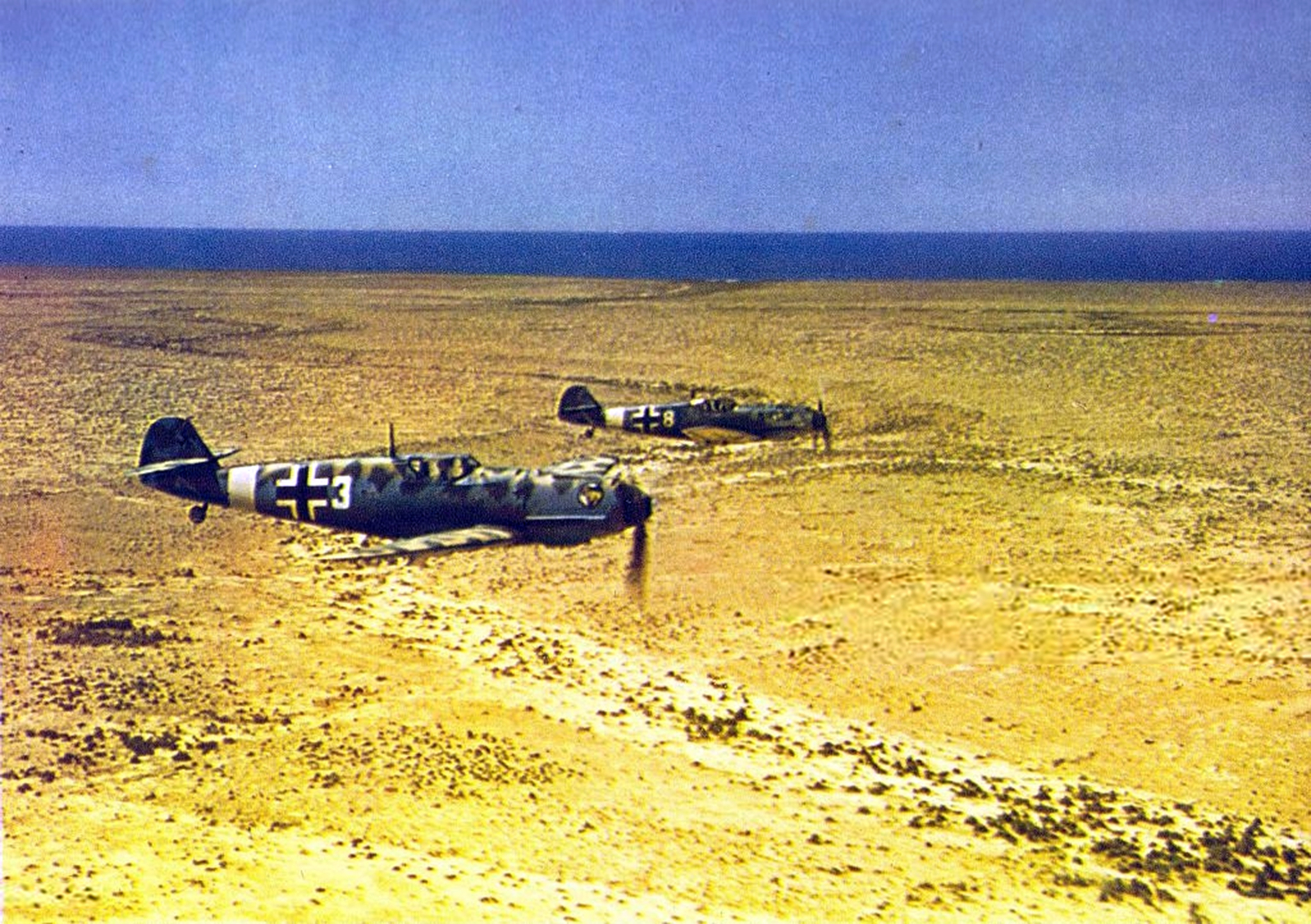
Două avioane de vânătoare Messerschmitt Bf 109 survolând deșertul libian în 1941.

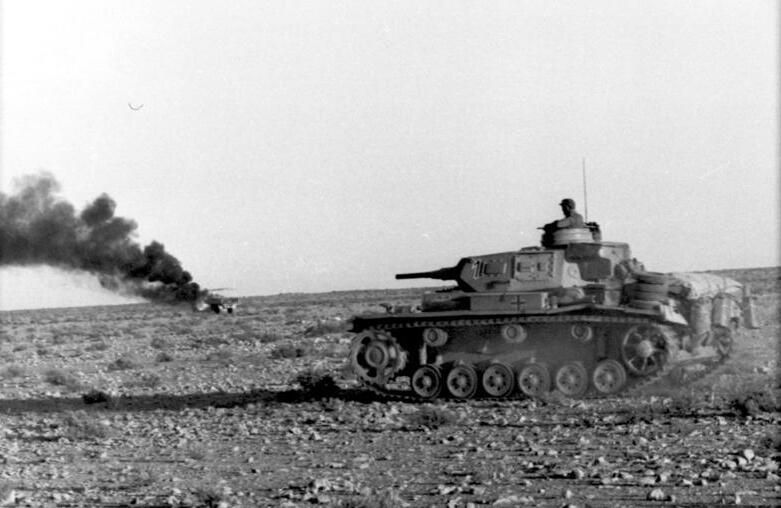
Un Panzer III avansând în deșert, aprilie 1941

La 19 august 1940, Benito Mussolini, după ce campania franceză s-a încheiat cu victoria Axei, a ordonat Armatei a 10-a, comandată de mareșalul Italiei Rodolfo Graziani, care a devenit guvernator al Libiei după moartea lui Italo Balbo, să invadeze Egiptul. Operațiunile au început pe 13 septembrie și forțele italiene au început să avanseze spre Alexandria, dar forțele britanice, comandate de generalul Archibald Wavell, nu au acceptat lupta, preferând să se retragă spre est, spre Marsa Matruh, pentru a-și scurta liniile de comunicație, iar pe 16 septembrie, trupele italiene au ocupat Sidi el Barrani dar, pe 9 decembrie, britanicii au lansat o contraofensivă pe Via Balbia cu corpul XIII, comandat de generalul Richard O'Connor, format din Divizia 7 blindată, comandată de generalul Michael O. Moore Creagh și din Divizia 6 Infanterie Australiană, comandată de generalul Iven Giffard Mackay.
În Operațiunea Compass din perioada 9 decembrie 1940 – 9 februarie 1941 britanicii învinseseră forțele italiene care au pierdut 118.000 oameni, 400 tancuri, 1.292 piese de artilerie și 1.249 avioane, amenințând, că preiau controlul asupra Nordului Africii.
Ca răspuns la această amenințare, la sfârșitul lunii februarie 1941 Adolf Hitler a decis să trimită trupe în Africa de Nord pentru a-l ajuta pe aliatul său Benito Mussolini, prevenind înfrângerea sa sigură, prin Operațiunea Sonnenblume. 
Din ordinul lui Hitler, OKW și OKH au decis să trimită în Libia „Forțe de blocaj” care să sprijine trupele italiene împotriva britanicilor. 
Din 14 februarie, noi unități au sosit continuu la Tripoli: pe 11 martie a sosit pe mare prima unitate de blindate mai mare, Regimentul 5 Panzer, dotat cu 150 de tancuri, aparținând Diviziei 5 Panzer, redenumit ulterior, la 1 octombrie, Divizia 21 blindate, comandată de generalul Johann von Ravenstein și, până la sfârșitul lunii mai, întreaga Divizie a 15-a blindată, comandată de generalul Hans-Karl von Esebeck, a fost debarcată.
General locotenentul Erwin Rommel a preluat în martie comanda Diviziei 5 Ușoare și Diviziei 15 Panzer și, de îndată ce primele trupe au debarcat de pe nava comercială Alicante, le-a trimis în apărarea localității El-Agheila, unde înaintarea britanicilor a fost oprită. Acestea au fost unitățile inițiale, care au format Afrika Korps, inițial sub comandă italiană.
În vara anului 1941, OKW a luat decizia de a întări structura de comandă în Africa de Nord prin crearea unui nou cartier general numit Panzergruppe Afrika, înființat la 1 septembrie 1941 sub comanda lui Erwin Rommel, promovat în iulie 1941 General der Panzertruppe, forța expediționară fiind redenumită Panzerarmee Afrika la 30 ianuarie 1942 sub comanda lui Erwin Rommel avansat la 1 februarie 1942 la gradul de Generaloberst (General Colonel); în a doua jumătate a anului 1942 Divizia 164 Infanterie Ușoară, comandată de generalul Carl-Hans Lungershausen, Brigada de Parașutisti „Ramcke” (numită după comandantul acesteia Hermann-Bernhard Ramcke) și Divizia 10 Blindată, comandată de generalul Wolfgang Fischer. 
În vara anului 1942, Rommel a fost promovat la Generalfeldmarschall.
Comanda DAK a fost încredințată generalului Wilhelm Ritter von Thoma și comandamentului Panzerarmee Afrika,  Rommel, care era subordonat comandantului șef al frontului nord-african, generalul italian Italo Gariboldi, deși cu dreptul de a se adresa Berlinului în caz de dezacord; această situație a continuat până în 1943 dintr-o dublă ordine de motive: trupele Axei erau compuse în mare parte din italieni și nu au avut niciodată mai mult de cinci divizii germane sub comanda sa, iar proviziile pe mare erau transportate cu nave comerciale italiene. Rommel însă, datorită reputației și personalității sale, de fapt a reușit întotdeauna să-și impună punctul de vedere asupra aliatului său și, în caz de cereri sau instrucțiuni, a apelat mereu la Führer sau la Oberkommando der Wehrmacht. 